# Claudia Pollová
Claudia Pollová, nepřechýleně Claudia Poll (21. prosince 1972, Managua, Nikaragua) je bývalá kostarická plavkyně. Na Letních olympijských hrách 1996 v Atlantě získala zlatou medaili v závodě na 200 metrů volným způsobem. Je též mistryní světa na stejné trati z roku 1998.
Její starší sestra Silvia Pollová též reprezentovala v plavání Kostariku na olympijských hrách a na LOH 1988 v Soulu získala stříbrnou medaili.